# Squalicorax
Squalicorax è un genere di squali lamniformi estinti, vissuti nel periodo Cretaceo.

## Etimologia
Il nome del genere deriva dall'unione delle parole squalo (dal latino) + corax (dal greco), corvo.

## Descrizione
Erano squali di medie dimensioni, che raggiungevano al massimo i 5 metri di lunghezza (con una media di 2 m). La forma del corpo era simile a quello degli odierni squali grigi, ma la forma dei denti è sorprendentemente simile a quella dello squalo tigre. Presentava numerosi denti relativamente piccoli, con corona curva e seghettata, lunghi 2,5 – 3 cm (l'unico lamniforme del Mesozoico provvisto di denti). Un gran numero di denti fossili sono stati trovati in Europa, Africa settentrionale, e in altre parti dell'America del Nord.
Gli Squalicorax erano predatori costieri, ma ricoprivano anche il ruolo di spazzini, nutrendosi di animali già morti, come testimoniato dal ritrovamento di un dente fossile conficcato nel metatarso di una zampa di Hadrosauridae probabilmente morto a terra e caduto in acqua. Altre prede tipiche erano pesci ossei, specie del genere Ichthyodectes, tartarughe marine e mosasauri.

## Specie più conosciute

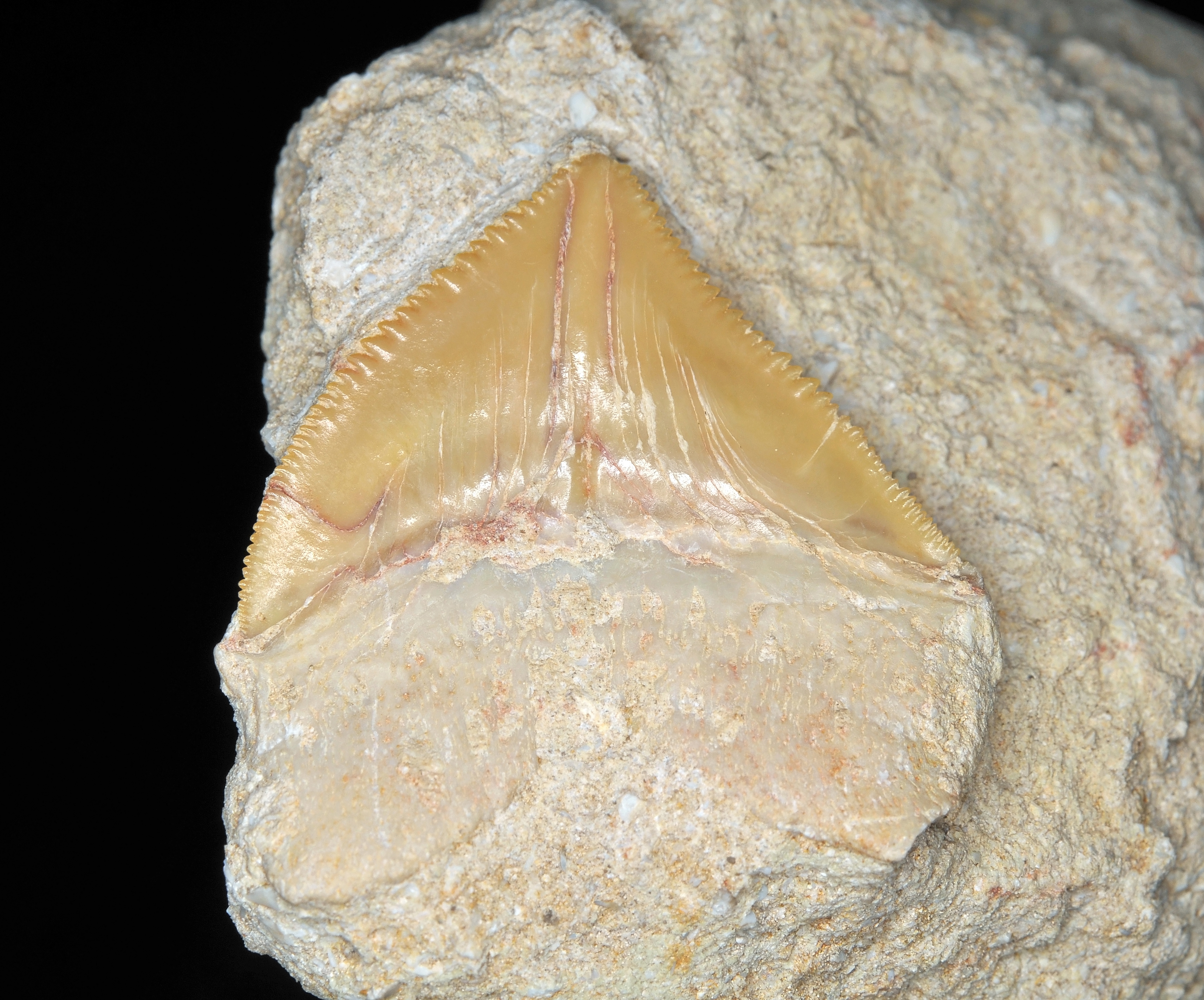
Dente fossile di Squalicorax pristodontus, Marocco

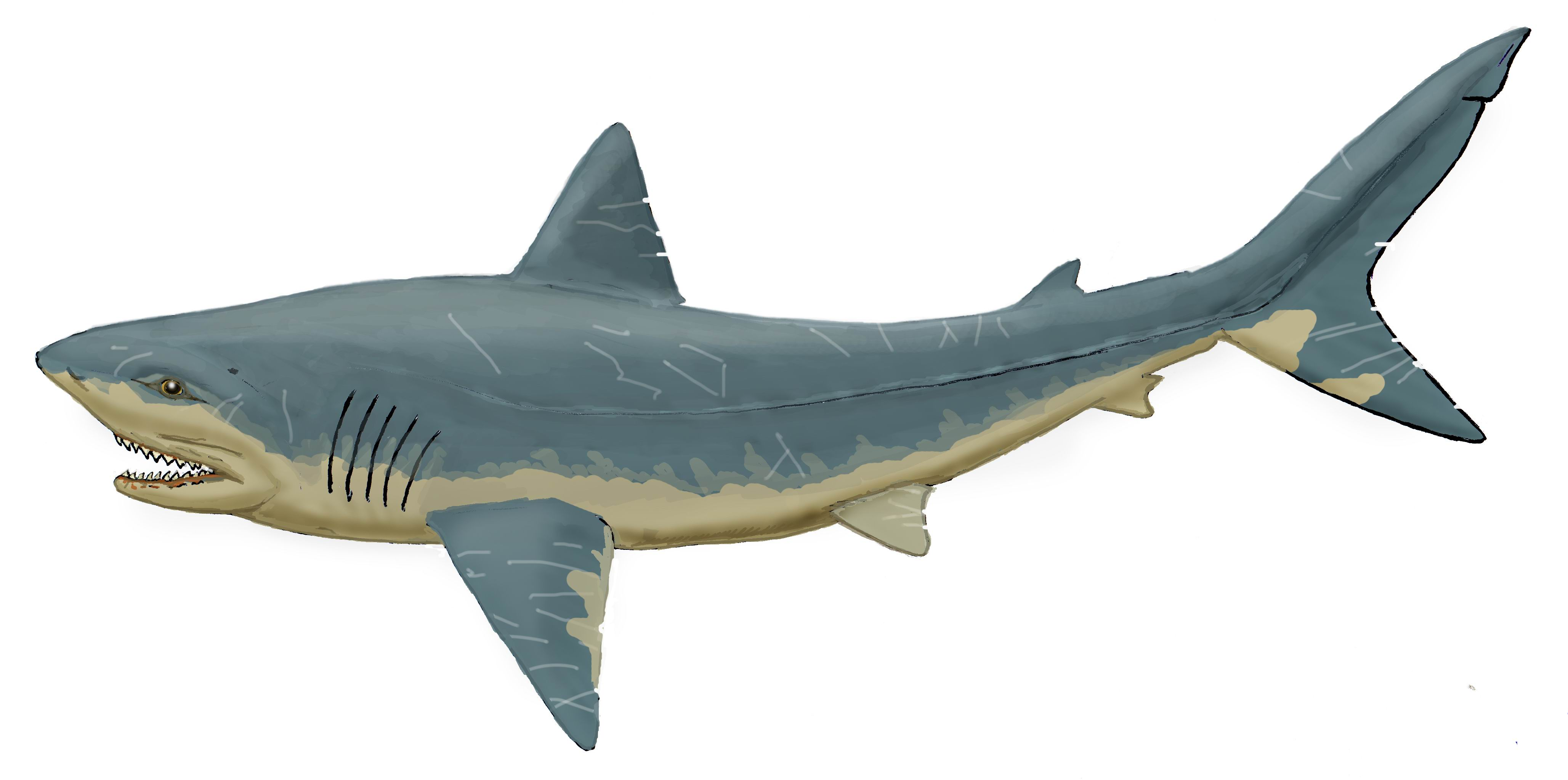
Squalicorax falcatus

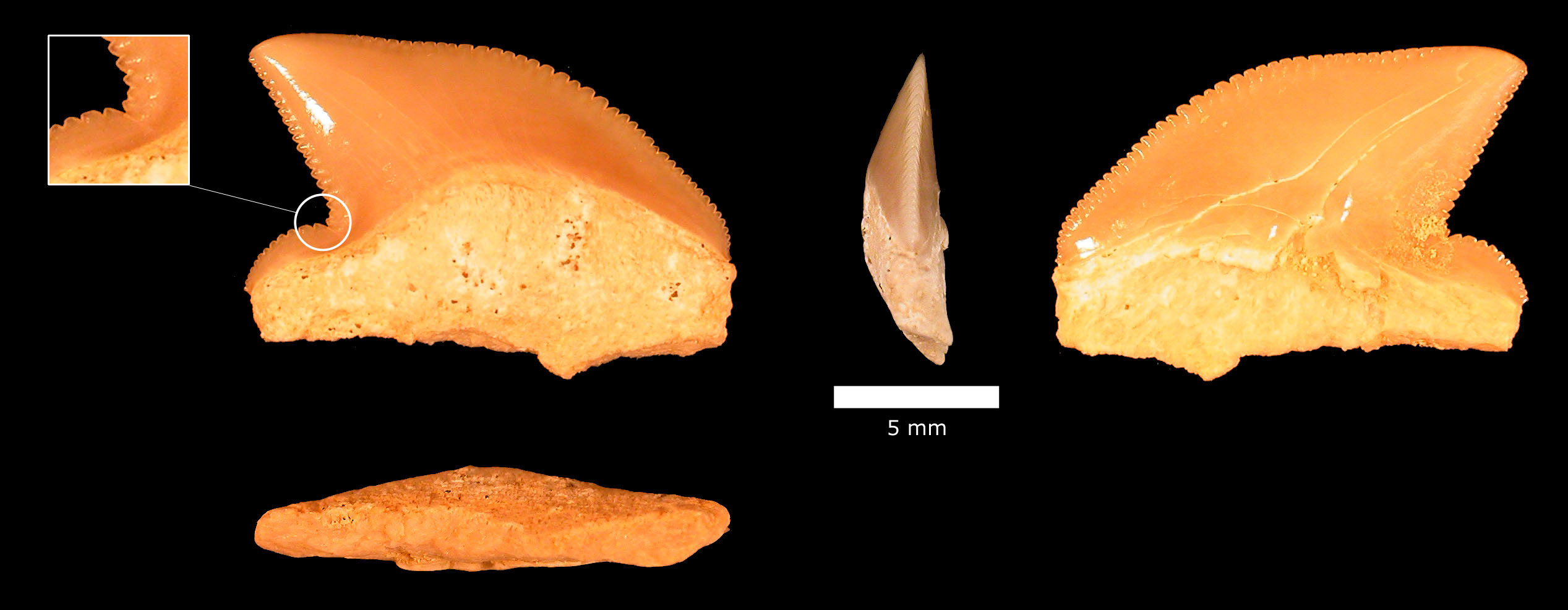
Denti di Squalicorax kaupi

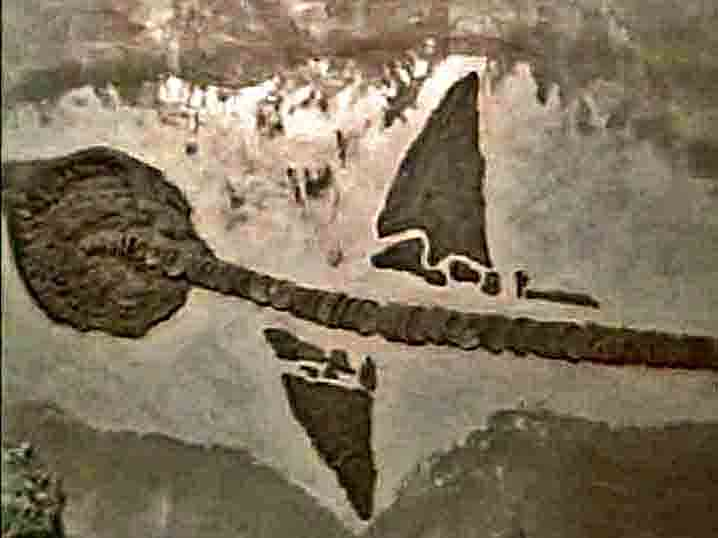
Vertebra fossile e pinna pettorale di Squalicorax proveniente dal Kansas, circa 70 - 80 milioni di anni fa, Smithsonian Institution (Washington)

Le seguenti specie sono quelle maggiormente studiate, poiché sono stati ritrovati scheletri fossili completi:
- Squalicorax falcatus (Agassiz, 1843) – è uno squalo di medie dimensioni (quasi 3 metri) con muso largo e denti relativamente piccoli, vissuto nel periodo compreso tra il Cenomaniano e il Santoniano-Campaniano (Cretaceo). Scheletri completi sono stati ritrovati nei sedimenti del mare interno occidentale del Cretaceo, nei territori oggi occupati da Kansas, Dakota del Sud e Wyoming. Denti fossili sono stati rinvenuti in Francia, Repubblica Ceca, Canada e Marocco. Date le piccole dimensioni dei denti, questa specie è considerata un predatore di piccoli animali anche se i segni di denti riscontrati sulle ossa di rettili marini è prova che questi squali si nutrivano anche di carogne di animali più grandi, altrimenti fuori dalla loro portata.[2] La forma del corpo e la forma delle loro scaglie placoidi tronche indicano una capacità di nuoto veloce. Lo scheletro più completo di S. falcatus, lungo 1,9 m, è stato trovato in Kansas, prova della sua presenza nel Mare interno occidentale.
- Squalicorax kaupi (Agassiz, 1843) - vissuto dal tardo Santoniano al tardo Maastrichtiano, suoi fossili sono stati scoperti in Nord America, Nuova Zelanda, Giappone, Africa, Europa, Kazakistan e Giordania. Leggermente più grande rispetto alla specie precedente, dalla quale probabilmente discendeva.
- Squalicorax pristodontus (Agassiz, 1843) – la specie più grande: dalla dimensione dei suoi più grandi denti fossili ritrovati, si può stimare che poteva raggiungere i 5 metri di lunghezza.[3] Visse tra il Campaniano e il Maastrichtiano: resti fossili sono stati scoperti in Nord America, Francia, Paesi Bassi, Egitto, Marocco e Madagascar. Resti relativamente completi (vertebre e frammenti di mascelle) sono stati trovati nei sedimenti marini del Nord America. È la specie del genere con denti più grandi: studi di queste specie hanno mostrato una correlazione precisa tra la dimensione dei denti e la lunghezza del corpo. S. pristodontus si nutriva di prede piuttosto grandi, ma non disdegnava il ruolo di spazzino, nutrendosi di carogne.
- Squalicorax volgensis - la specie più antica del genere, vissuta nel Cretaceo inferiore, descritta da L. Glickman et al. nel 1971. I denti di questa specie non avevano praticamente alcuna seghettatura. Denti fossili sono stati ritrovati nei sedimenti risalenti al periodo Albiano - Turoniano (112-89 milioni di anni fa) in Europa orientale e occidentale, così come in Texas. Altri ritrovamenti sono riscontrabili nei sedimenti dell'Albiano in Angola, Australia, in quelli risalenti al Cenomaniano e Santoniano di Egitto, Kazakhistan e Russia. Il ritrovamento di grandi quantità di denti di questi squali nei sedimenti del Cenozoico prova che il genere Squalicorax non è sopravvissuto all'estinzione di massa del Cretaceo-Paleocene.

## Specie
Al genere sono state iscritte 9 specie, desunte dai ritrovamenti fossili:
- Squalicorax bassanii Gemmelaro 1920
- Squalicorax curvatus Williston 1900
- Squalicorax dalinkevichiusi  (Glikman & Shvazhaite 1971)
- Squalicorax falcatus Agassiz 1843
- Squalicorax kaupi Agassiz 1843
- Squalicorax primaevus  (Dalinkevicius 1935)
- Squalicorax primigenius Landemaine 1991
- Squalicorax pristodontus Agassiz 1843
- Squalicorax volgensis Glikman 1971